# 羅德島州第二國會選區
羅德島州第二國會選區（英語：Rhode Island's 2nd congressional district）是美国罗得岛州兩個聯邦國會選區之一，始於1843年。2013年起範圍包括羅德島州西部。2000年人口524,162人。
本區1863至1887年一直支持共和黨，此後是共和民主兩黨互有勝負的選區。近六十年來民主黨明顯佔優。目前當區眾議員為民主黨的賽斯·馬格茲納。